# Liste des abbés de Solignac
La liste des abbés de Solignac est tirée principalement de J. B. L. Roy de Pierrefitte, Études historiques sur les monastères du Limousin & de la Marche, vol. 1.

## Liste des abbés

### AuVIIesiècle
- Remacle, abbé 632-651
- Théau, abbé 651-659[2]
- Dagobert
- Childomar ou Childemnus, abbé vers 695

### AuVIIIesiècle
- Gundebert, Godebert ou Dagobert
- Silmo, Salmo ou Silvio
- Frotarius
- Ebulo ou Ebulus, a été évêque de Limoges
- Gérald Ier
- Aimeric

### AuIXesiècle
- Agiulfus ou Aigulf, présent au concile d’Aix-la-Chapelle, en 817. Il travaille avec saint Benoît d'Aniane sur la réforme des monastères de France.
- Dructeran
- Silvius ou Silvio, en 838.En 841, Raoul de Turenne, archevêque de Bourges, lui donne quelques terres à condition d’y construire le monastère de Vegennes en Bas-Limousin.
- Cunebert ou Chunebert. En 845, Raoul de Turenne lui donne des terres à Beaulieu ainsi qu’à des moines de Solignac, Godon, Frannarius, Bernard, Gairulfus, Flotgisus, Rigaldus, Rainufus, Silvius, Rainerius, Girbertus, Umbertus et Abraham à condition d’y bâtir un monastère de l’ordre de Saint-Benoît. L'abbaye de Beaulieu a été fondée probablement en 855.
- Silvius, obtient un privilège de Charles le Chauve en 852 Peut-être le même qu’au-dessus.
- Bernard Ier, il est présent en 866 au concile de Soissons et obtient un privilège du roi Charles le Chauve. En 876, il est au concile de Pont-Yon. Arnaud, duc de Vasconie, fils d’Émenon ou Imon, comte de Périgord, donne des reliques de sainte Fauste trouvées à Fezensac.
- Daniel, obtient en 883 du pape Martin II un privilège. Saint Géraud d'Aurillac rend visite à l’abbaye.
- Thierry ou Théodoric, en 889.

### AuXesiècle
- Gérald II, en 942
- Bernard II de Comborn, élevé au monastère de Fleury, abbé de Solignac avant 983. Il a été abbé de Beaulieu puis de Tulle, enfin évêque de Cahors.

### AuXIesiècle
- Amblard, ami intime d’Hervé, trésorier de Saint-Martin de Tours, où il rencontra dans sa maison le roi Robert le Pieux. Il lui fait parvenir par Hervé une copie de la vie de saint Eloi.
- Gérald III, il discuta au concile de Limoges en 1031.
- Adalfredus ou Alfredus, nommé en 1055.
- Wido ou Guy Ier, cité dans des actes en 1071, 1073, 1090 et 1091.
- Gérald, abbé d’Uzerche, à qui on a donné l’abbaye de Solignac et y mit un abbé dépendant de lui.
- Gauzbert ou Robert, cité dans des actes en 1090, 1096 et 1103.

### AuXIIesiècle
- Audouin, Aldouin ou Eldouin, abbé en 1105 et 1110.
- Maurice, cité en 1114. Il est cité en 1116 pour une donation au monastère de Ventadour. En 1134, il fait une association de prières avec l’abbé de Stavelot qui visitait Solignac.
- Gérald IV de Terrazo, cité en 1137. Il reçoit à Solignac, le 7 juillet 1157, un os du bras de saint Eloi venant de Noyon.
- Archambaud Ier, de la famille de Maumont. Il est cité en 1179 dans les cartulaires d’Obasine ou Aubazine et de Dalon.
- Adémar Ier, siège en 1176. Il signe une donation en 1178 aux moines de Grandmont à Ambazac.
- Gaubert, frère de noble Josselin de Souillac, en 1189.
- Hugues de Maumont, siégea de 1195 à 1228.

### AuXIIIesiècle
- Adhémar II de Lastours, siégea de 1228 à 1237.
- Hugues II, abbé en 1237 à 1240.
- Pierre Ier, abbé en 1243. Il se démet en septembre 1249.
- Pierre, entre 1250 et 1262. Il n'est pas le même que le précédent.
- Archambaud II, dit le Jeune, élu en 1263. Le 13 juin 1263, l’abbaye de Solignac reçoit du monastère de Stavelot une partie de la crosse, de la chasuble et des sandales avec lesquelles saint Remacle avait été enterré. Il est cité en 1271.
- Gérald V, cité en 1272. Il meurt le 6 février 1275, à Bourges. Il revenait de la cour de France où il avait plaidé contre le roi d’Angleterre et le vicomte de Limoges.
- Archambaud III, abbé en 1275.
- Adémar ou Bertrand Adémar, abbé en 1280.
- Hugues II, en 1283.
- Archambaud IV, cité en 1286. Il reçoit hommage d’Artus, fils du duc de Bretagne, vicomte de Limoges, et sa femme Marie, pour la moitié du château et de la châtellenie d’Aixe. Il siégea jusqu’en 1318.

### AuXIVesiècle
- Bertrand Ier
- Archambaud V de Saint-Amant ou Chamans dit le Jeune. Il siège en 1320, jusqu’en 1334.
- Pierre II Élie de Pompadour, siège en 1334 jusqu’en 1348.
- Bertrand II d’Adémar. Il est élu à l’unanimité et déposé par le pape Clément VI, qui le rétablit le 15 octobre 1348. Il meurt le 29 mai 1370.
- Bertrand III de Saint-Chamans élu le 10 juin 1370.
- Wido ou Guy Ier, reçu en 1372. Mort en 1375.
- Bertrand IV surnommé de Saint-Chamans. Prieur de Bergerac en 1375 au moment de son élection. Cité en 1388.
- Hugues de Bony, cité en 1391, 1392, 1417 et 1423. Il meurt le 6 mars 1425.

### AuXVesiècle
- Jean, sieur de Raymond, élu le 23 juillet 1425. Il meurt le 20 février 1456.
- Martial de Bony de La Vergne, élu par voie d’inspiration, le 2 mars 1456. Il fait réaliser les vitraux et les stalles. Meurt le 25 août 1484.
- Hercule de Gaing, abbé de Solignac en 1484. Avant le 11 novembre 1486, un arrêt du parlement de Bordeaux fait séquestrer l’abbaye de Solignac et ses fruits. Il est dit en 1487 abbé et vicaire de Pierre de Gaing.
- Archambaud VI, cité en 1485.
- Pierre III de Gaing, abbé commendataire de Solignac entre 1488 et 1490, puis abbé de Beuil. Le 1er avril 1490 l’abbaye est vacante. L’évêque de Limoges y nomme un vicaire général.
- Boon, Bozo ou Booz de Joussineau. Il est pourvu de l’abbaye le 30 décembre 1493.Il meurt le 17 septembre 1503 au prieuré de Saint-Martin-des-Champs, à Paris.

### AuXVIesiècle
- Guillaume de Barton de Montbas, frère de l’évêque de Limoges Jean II de Barthon de Montbas. Il n’apparaît comme abbé dans un acte de 1514. Il y a eu avant des discussions entre divers prétendants avant qu’ils trouvent un accord. En 1514 il se démet pour devenir évêque de Lectoure.
- Roland Barton, neveu du précédent, abbé de Solignac en 1514. En 1537 il se démet de l’abbaye.
- Guillaume II de Barton, neveu du précédent. Il devient abbé en 1537. Il a été abbé d’Obasine. Il est mort le 1er mai 1572, évêque de Lectoure.
- Pierre IV, abbé en 1554. Les Protestants s’emparent de l’abbaye en 1568
- Antoine Boudu reçoit ses bulles le 26 octobre 1576. Il se démet de l’abbaye le 2 mars 1582.
- François Bellut obtient des bulles le 13 avril 1582 et prend possession de l’abbaye le 17 juin. Il est dit dans un acte qu’il tenait l’abbaye pour la dame de Pierre-Buffière. François Bellut est mort le 7 février 1589.
- Pierre V de Belac ou Bellut, abbé confidentiaire en 1590. Il devait tenir l’abbaye du seigneur de Pierre-Buffière.

### AuXVIIesiècle
- Jean II Jaubert obtient ses bulles pour l’abbaye de Solignac le 16 janvier 1598, à 18 ans. Il étudie au collège de La Flèche en 1609. Il devient évêque de Bazas en 1612. En 1626, il est aumônier ordinaire du roi. Il meurt le 30 juillet 1643, archevêque d’Arles.
- Georges d’Aubusson de La Feuillade, abbé de Solignac entre 1643 et 1648.
- Artus de Lionne, il reçoit les bulles le 12 avril 1649. Il est prend possession par procureur le 4 janvier 1650. En 1654, il afferme l’abbaye pour 7000 livres. Il se démet de l’abbaye en 1656.
- Jules Paul de Lionne, neveu du précédent. Il obtient ses bulles le 21 janvier 1657, à l’âge de 9 ou 10 ans. Il prend possession de l’abbaye par procureur le 7 août 1657. Échange avec l’abbé suivant l’abbaye contre le prieuré de Saint-Martin-des-Champs, à Paris.
- Pierre de Godefroy de Beauvilliers ou de Boissemont, n’obtient ses bulles pour l’abbaye de Solignac que le 13 septembre 1665. Il en prend possession par procureur le 16 octobre. Il est aumônier ordinaire du roi en 1680. Il meurt en février 1689.
- Louis du Ban, il est nommé par brevet du roi en avril 1689. Il obtient ses bulles le 8 août 1693. Il en prend possession par procureur le 25 janvier 1695. Il permute pour l’abbaye de Pontières avec le suivant en 1697.

### AuXVIIIesiècle
- Guillaume III Bitault. Il est nommé le 15 août 1697, et obtient ses bulles le 20 novembre. Il en prend possession par procureur le 27 janvier 1698. Il meurt 28 octobre 1724
- Pierre-Adrien de Mouchy, nommé en décembre 1724. Il n’obtient ses bulles que le 30 juillet 1727. Il en prend possession par procureur le 21 septembre. Il meurt le 18 juillet 1750.
- Charles-Alexandre du Bourg, vicaire général de l’évêque de Cahors, il est nommé à l’abbaye de Solignac  en août 1750. Il est nommé à l’abbaye d’Orbais en mai 1751 et se démet de celle de Solignac.
- Benoît-Victor Girard, abbé de Solignac en mai 1751 à 23 ans. Il obtient ses bulles le 19 juillet 1751. Il prend possession de l’abbaye par procureur le 20 août 1751. Il meurt en 1785.
- Edmond de Pont de Rennepont, nommé en 1785. Il meurt en 1787 à l’âge de 31 ans.
- Armand de Foucauld de Pontbriand, vicaire général d'Arles, nommé en 1787. Il est encore cité en 1791.

### AuXXIesiècle
- Le Père Benoit-Joseph[3] est le prieur de Solignac depuis 2021, l’abbé étant celui de l’abbaye Saint-Joseph de Clairval (Côte d’Or)[4].